# Nermin Čeliković
Nermin Čeliković (* 27. November 1980 in Köln) ist ein in Deutschland geborener, ehemaliger bosnischer Fußballspieler.
Čeliković beendete aufgrund von Verletzungen 2010 seine Profikarriere. Anschließend absolvierte er eine Ausbildung zum Bürokaufmann und arbeitete bei einer Spielervermittlungsagentur. Seit 2015 spielte er wieder aktiv Fußball und zwar als Spieler-Co-Trainer beim FC Leverkusen, die in der Bezirksliga spielen, danach als Spielertrainer beim SV Deutz 05 in der Landesliga Mittelrhein. Seit der Saison 2016/17 war er auch als Trainer der U19 beim SV Deutz 05 tätig, mit dem er 2018 den Aufstieg in die U19-Mittelrheinliga schaffte. In der Saison 2021/21 war er Co-Trainer beim FC Pesch.

## Karriere
Nermin „Celli“ Čeliković begann das Fußballspielen in den Jugendmannschaften des SC Fortuna Köln bis zur C-Jugend. Er wechselte ab 1995 für eine Ablöse von circa 50.000 D-Mark zum 1. FC Köln, bei dem er in der B-Jugend und A-Jugend spielte. Im Anschluss spielte er in der zweiten Mannschaft des 1. FC Köln II, kam dort in der Regionalliga Nord als Offensivstratege in den Saisons 2002/03 und 2003/04 60 Mal zum Einsatz und erzielte dabei 21 Tore. In seiner ersten Regionalligasaison kassierte er acht gelbe Karten, in seiner zweiten nur noch zwei. Zur Saison 2004/05 wechselte er zur Eintracht Braunschweig. Dort wurde er als Mittelfeldspieler eingesetzt. In der Aufstiegssaison, welche Braunschweig als Tabellenführer beendete, gelangen ihm fünf Tore bei 30 Einsätzen. In der 2. Liga kam er in der Saison 2005/06 11 Mal zum Einsatz. Die Braunschweiger belegten den zwölften Platz. Zur Saison 2006/07 wechselte er in die Regionalliga Süd zum SV Wehen, wo er in der ersten Halbserie zweimal als Mittelfeldspieler eingesetzt wurde. Zur Rückrunde spielte er in der Regionalliga Nord bei dem Kickers Emden, wo er als Mittelfeldspieler in der Rückrunde 14 mal zum Einsatz kam, sieben Mal traf und fünf Tore vorbereitete. Für die neue 3. Liga holte ihn Trainer Christoph John zum Wuppertaler SV Borussia, bei dem er einen Zweijahresvertrag unterschrieb, der ab dem 1. Juni 2008 in Kraft trat. Alle seine Wechsel waren ablösefrei. Nach dem Abstieg aus der 3. Liga verließ Čeliković den Wuppertaler Verein und hielt sich bei der 2. Mannschaft des 1. FC Köln fit. Seine aktive Karriere als Spieler beendete er als Spielertrainer beim SV Deutz 05.
Nach seiner aktiven Profikarriere war er auch kurz gemeinsam mit Mustafa Demir und Erhan Aydin als Spielerberater tätig.